# Ikast Kommune
| Strukturdaten     | Strukturdaten        |
| ----------------- | -------------------- |
| Verwaltungssitz   | Ikast                |
| Fläche            | 294,28 km²           |
| Einwohner         | 23.402 (2006)        |
| Kommune seit 2007 | Ikast-Brande Kommune |

Ikast Kommune war bis Dezember 2006 eine dänische Kommune im damaligen Ringkjøbing Amt in Jütland. Sie entstand im Zuge der Verwaltungsreform im Jahre 1970 und seit Januar 2007 ist sie zusammen mit den ehemaligen Kommunen Nørre-Snede und Brande Teil der neugebildeten Ikast-Brande Kommune.